# Gangnam Zombie
Pour les articles homonymes, voir Gangnam et Zombie.
Pour plus de détails, voir Fiche technique et Distribution.
Gangnam Zombie (hangeul : 강남좀비 ; RR : Gangnamjombi) est un film sud-coréen réalisé par Lee Soo-sung, sorti en 2022.

## Synopsis
Un symptôme inconnu se répand dans le quartier de Gangnam, à Séoul, et certains habitants tentent à tout prix s'en sortir vivants.

## Fiche technique
Sauf indication contraire ou complémentaire, les informations mentionnées dans cette section peuvent être confirmées par la base de données KMDb
- Titre original : 강남좀비
- Titre international : Gangnam Zombie
- Réalisation : Lee Soo-sung
- Scénario : n/a
- Production : n/a
- Sociétés de production : Lee Film et Joy N Cinema[1]
- Société de distribution : Contents Panda
- Pays de production :  Corée du Sud
- Langue originale : coréen
- Format : couleur
- Genre : drame horrifique, action
- Durée : 81 minutes
- Date de sortie : Corée du Sud : 30 novembre 2022

## Distribution
- Ji Il-joo : Hyeon-seok
- Park Ji-yeon : Min-jeong
- Jo Kyung-hoon
- Choi Sung-min
- Jung Yi-joo
- Tak Teu-in

## Production
En décembre 2021, Ji Il-joo et Park Ji-yeon sont confirmés pour interpréter leurs rôles de Hyeon-seok et Min-jeong qui tentent de survivre aux zombies dans le film originellement intitulé Gangnam (강남).
Le tournage commence en décembre 2021.

## Accueil
Le film sort le 30 novembre 2022, distribué par Contents Panda.